# Fierville-les-Parcs
Fierville-les-Parcs település Franciaországban, Calvados megyében. Lakosainak száma 236 fő (2022. január 1.). Fierville-les-Parcs Blangy-le-Château, Le Breuil-en-Auge, Manneville-la-Pipard, Le Mesnil-sur-Blangy, Pierrefitte-en-Auge és Saint-Philbert-des-Champs községekkel határos.

## Népesség
A település népességének változása:
| Lakosok száma | 124  | 121  | 135  | 225  | 211  | 204  | 212  | 226  | 228  | 236  |
|               | 1968 | 1982 | 1990 | 2006 | 2013 | 2015 | 2017 | 2019 | 2020 | 2022 |